# Restauraționism
Restauraționismul (sau primitivismul creștin) este credința că creștinismul a fost sau ar trebui să fie restaurat pe linia a ceea ce se știe despre biserica apostolică timpurie, pe care restauraționiștii o consideră căutarea unei forme mai pure și mai vechi a religiei. Fundamental, „această viziune încearcă să corecteze greșelile sau deficiențele (în biserică) apelând la biserica primitivă ca model normativ”.:635
Eforturile de restabilire a unei forme mai vechi, mai pure de creștinism, sunt adesea un răspuns la confesionalism. După cum a spus Rubel Shelly, „motivul din spatele tuturor mișcărilor de restaurare este să dărâme zidurile despărțirii printr-o revenire la practicarea caracteristicilor originale, esențiale și universale ale religiei creștine.”:29 Diferite grupuri au încercat să implementeze viziunea restaurațională într-o varietate de moduri; de exemplu, unii s-au concentrat pe structura și practica bisericii, alții pe viața etică a bisericii, iar alții pe experiența directă a Duhului Sfânt în viața credinciosului.:635–638 Importanța relativă acordată idealului de restaurare și măsura în care se crede că a fost realizată restaurarea completă a bisericii timpurii, variază de asemenea între grupuri.
În termeni comparabili, mișcările primitiviste anterioare, inclusiv husiții,:13 Anabaptiști,:125–135Landmarkism,:69–71 Puritani,:50–55 și Valdensienii au fost descriși ca fiind exemple de restaurație, la fel ca mulți sabatieni din ziua a șaptea. Pentru anabaptiști, restaurarea avea menirea de a retrăi în mod studiat viața Noului Testament. Landmarkism (adesea identificate cu succesiunea baptistă) este mai degrabă o teorie a continuării Bisericii pure de-a lungul secolelor, recunoscută prin anumite doctrine cheie, în primul rând botezul credinciosului. Multe grupuri au încercat o istorie a mișcării lor și o eclesiologie care se află undeva între cele două idei ale restauraționismului și succesionismului.
Termenul „restauraționism” este uneori folosit mai precis ca sinonim pentru Mișcarea de Restaurare Americană.:225–226 Termenul este folosit și de grupuri mai recente, care descriu scopul lor de a restabili creștinismul în forma sa originală, cum ar fi că unii restauraționisti carismatici anti-confesionali, care au apărut în anii '70 în Regatul Unit și în alte părți.

## Legături externe
- The Restoration Movement Pages at the Memorial University of Newfoundland
- Restoration Movements - Kevin Barney, "A Tale of Two Restorations," Foundation for Apologetic Information & Research, a comparison of the LDS restoration movement and the Alexander Campbell restoration movement from a Mormon perspective.
- Mormon Restorationism - Topical Guide to topics related to "restoration" from the Foundation for Apologetic Information & Research
- Publications of Watchman Nee and Witness Lee